# Jan Krenz
Pour les articles homonymes, voir Krenz.
Jan Krenz (né le 14 juillet 1926 à Włocławek et mort le 15 septembre 2020 à Katowice,) est un compositeur et chef d'orchestre polonais.

## Biographie
Pendant la guerre, Jan Krenzl a étudié le piano avec Zbigniew Drzewiecki et la composition avec Kazimierz Sikorski.
En 1945-1947, il a étudié à l'Académie de musique de Łódź la direction d'orchestre avec Kazimierz Wilkomirski et la composition avec Kazimierz Sikorski.
En 1949, il devient l'adjoint de Grzegorz Fitelberg, directeur du Grand Orchestre de la radio polonaise, et après sa mort, de 1953 à 1968, le chef d'orchestre et le directeur de l'orchestre. À partir de 1967, il est chef principal de cet orchestre et à partir de 1968 également directeur artistique du Grand Théâtre de Varsovie, de 1979 à 1982, directeur général de la musique à Bonn. Il a également dirigé l'Orchestre symphonique national du Danemark en 1979-1982 à Copenhague. En tant que chef invité, il a dirigé l'Orchestre philharmonique de la radio néerlandaise 1983-1985. Il a souvent joué avec l'Orchestre symphonique Yomiuri du Japon, à Tokyo. Il a dirigé l'Orchestre symphonique de Détroit, l'Orchestre philharmonique de Berlin, l'Orchestre philharmonique de Saint-Pétersbourg et l'Orchestre du Concertgebouw d'Amsterdam.
Il a créé le 26 mars 1958 à Katowice la Musique funèbre pour orchestre à cordes de Witold Lutosławski avec l'orchestre symphonique national de la radio polonaise.
En plus de travailler comme chef d'orchestre, Jan Krenz a également composé. Il a écrit à 17 ans, en 1943, son premier quatuor à cordes.

## Œuvres
- 1943 : Quatuor à cordes nº 1
- 1946 : Triptychon pour voix et piano
- 1947-1949 : Symphonie nº 1
- 1950 : Klassische Serenade pour petit orchestre
- 1950 : Zwei Volksweisen für a cappella Chor
- 1950 : Quatuor pour flûte, hautbois, clarinette et basson
- 1951 : Symphonischer Tanz pour orchestre
- 1951 : Ländliche Serenade pour petit orchestre
- 1952 : Rhapsodie pour orchestre à cordes, xylophone, tam-tam, timbales et Célesta
- 1952 : Concertino pour piano et petit orchestre
- 1958 : Musica per clarinetto solo
- 1961-1962 : Capriccio pour 24 Instruments
- 1982 : Messa breve per coro e campane
- 1982-1985 : Masken – symphonisches Triptychon pour orchestre
- 1983 : Musica da camera (Quartetto nº 3) per quartetto d’archi
- 1986 : Sonatina per due violini soli
- 1989-1990 : Epitaphion pour orchestre
- 1989-1992 : Symphonie nº 2 (quasi una fantasia)
- 1994-1995 : Sinfonietta per fiati
- 1997 : Impromptu pour violoncelle
- 1997 : Tristan in memoriam. Postludium per quartetto d’archi
- 2004 : Aria und Perpetuum Mobile pour orchestre
- 2005 : Ouverture pour orchestre symphonique
- 2007 : Requiem pour Baryton solo, chœur mixte et orchestre